# Centre de documentation juive contemporaine
Centre de documentation juive contemporaine, zkráceně CDJC (tj. Současné židovské dokumentační centrum) byla francouzská organizace, kterou během druhé světové války založil Isaac Schneersohn. Jejím cílem bylo shromáždit a uchovat důkazy o nacistické perzekuci židovské komunity v tomto období s ohledem na historickou paměť i na procesy s bývalými válečnými zločinci nebo pro restituce uloupeného majetku. CDJC bylo sloučeno s Památníkem neznámého židovského mučedníka za účelem založení Památníku šoa, který byl otevřen 27. ledna 2005.

## Stvoření
Isaac Schneersohn založil Centrum v Grenoblu v dubnu 1943. Na organizaci se podíleli Léon Poliakov, Joseph Billig a Lucien Steinberg. Na zakládajícím setkání v jeho bytě na rue Bizanet byla přítomna většina židovských organizací té doby, jako Union générale des israélites de France, Œuvre de secours aux enfants a Organisation reconstruction travail. Prvotním cílem nebylo sepsat dějiny perzekucí, kterou Židé trpěli, ale připravit se na jejich reintegraci do francouzské společnosti po válce. Shromažďovali dokumenty jako seznamy arizovaného majetku. Na konci války Isaac Schneersohn pověřil Léona Poliakova, aby zajistil německé archivy ve Francii, které opustili při útěku z Paříže. Tak se mu podařilo zajistit archiv SS ve Francii.
Archiv CDJC rychle narůstal. V roce 1947 zahrnoval mj. gestapo, činnost Otty Abetze na německé ambasádě, vichistické vlády, německého generálního štábu a Komise pro židovské záležitosti. Obsahoval také 75 000 souborů s výpisem majetku ukradeného Židům. Tento velmi bohatý dokumentační fond umožnil zakládat jednotlivé spisy pro důchody v rámci reparační politiky Německa. Byl také použit během procesu s Eichmannem v Jeruzalémě a u Klause Barbieho ve Francii.

## Účast v Norimberském procesu
Středisko předalo Edgarovi Faureovi krátce před zahájením norimberského procesu soubor dokumentů z archivu SS ve Francii. Léon Poliakov asistoval Edgarovi Faureovi jako expert během tohoto procesu.

## Činnost
CDJC od počátku provádělo skutečnou historickou práci díky výzkumníkům pracujícím pro centrum, jako jsou Poliakov nebo Billig. Georges Wellers zde od roku 1945 vydával knihy a časopis. Práce centra byla rozdělena do několika komisí (spravedlnost, tábory atd.). Komise pro tábory stanovila pečlivou chronologii osudu Židů ve francouzských táborech.

## Umístění
V roce 1945 bylo sídlo centra na adrese 10, rue Marbeuf v Paříži a generální sekretariát  9, rue Notre Dame des Victoires. Od roku 1997 je centrum součástí Památníku šoa.